# Kountze
Kountze és una població dels Estats Units a l'estat de Texas. Segons el cens del 2000 tenia 2.115 habitants.

## Demografia
Segons el cens del 2000, Kountze tenia 2.115 habitants, 747 habitatges, i 537 famílies. La densitat de població era de 205,7 habitants/km².
Dels 747 habitatges en un 36,3% hi vivien nens de menys de 18 anys, en un 50,9% hi vivien parelles casades, en un 15,9% dones solteres, i en un 28% no eren unitats familiars. En el 25,8% dels habitatges hi vivien persones soles l'11,1% de les quals corresponia a persones de 65 anys o més que vivien soles. El nombre mitjà de persones vivint en cada habitatge era de 2,67 i el nombre mitjà de persones que vivien en cada família era de 3,2.
Per edats la població es repartia de la següent manera: un 29,1% tenia menys de 18 anys, un 8,9% entre 18 i 24, un 28,6% entre 25 i 44, un 20,7% de 45 a 60 i un 12,7% 65 anys o més.
L'edat mediana era de 34 anys. Per cada 100 dones de 18 o més anys hi havia 91,7 homes.
La renda mediana per habitatge era de 28.352 $ i la renda mediana per família de 34.318 $. Els homes tenien una renda mediana de 30.656 $ mentre que les dones 22.083 $. La renda per capita de la població era de 13.522 $. Aproximadament el 19% de les famílies i el 21% de la població estaven per davall del llindar de pobresa.

## Poblacions més properes
El següent diagrama mostra les poblacions més properes.